# Andrzej Kosztowniak
Andrzej Tomasz Kosztowniak (ur. 31 marca 1976 w Radomiu) – polski polityk i samorządowiec, od 2006 do 2014 prezydent Radomia, poseł na Sejm VIII, IX i X kadencji, w 2023 minister finansów.

## Życiorys
W trakcie nauki w szkole podstawowej i średniej był siatkarzem WKS Czarni Radom. Uzyskał magisterium z ekonomii na Wydziale Ekonomicznym Politechniki Radomskiej (2001) oraz z  prawa na Wydziale Prawa i Administracji Uniwersytetu Marii Curie-Skłodowskiej w Lublinie (2003).
Po ukończeniu studiów został pracownikiem dydaktycznym w Wyższej Szkole Handlowej w Radomiu, a od 2004 w Prywatnej Wyższej Szkole Ochrony Środowiska w tym mieście. Od 2003 był zatrudniony także w dziale administracyjnym Powiatowego Urzędu Pracy w Radomiu. Później został pracownikiem naukowym na Wydziale Prawa i Administracji Uniwersytetu Radomskiego.
W wyborach samorządowych w 1998 bezskutecznie ubiegał się o mandat radnego Radomia z listy Akcji Wyborczej Solidarność. W drugiej turze wyborów w 2006 został wybrany na prezydenta Radomia z ramienia Prawa i Sprawiedliwości. W wyborach samorządowych w 2010 ubiegał się o reelekcję z ramienia tej samej partii. 5 grudnia tego samego roku w drugiej turze wyborów samorządowych został wybrany na kolejną kadencję. W 2014 uzyskał mandat radnego rady miejskiej. Ubiegał się też ponownie o prezydenturę, przegrywając 30 listopada w drugiej turze z Radosławem Witkowskim z Platformy Obywatelskiej.
W 2015 wystartował w wyborach parlamentarnych z listy wyborczej PiS do Sejmu w okręgu radomskim. Otrzymał 23 521 głosów, uzyskując tym samym mandat posła VIII kadencji. W wyborach w 2019 z powodzeniem ubiegał się o poselską reelekcję, otrzymując 12 619 głosów. W wyborach w 2023 utrzymał mandat poselski na kolejną kadencję (z wynikiem 9755 głosów). 27 listopada 2023 powołany na urząd ministra finansów w trzecim rządzie Mateusza Morawieckiego. Funkcję tę pełnił do 13 grudnia 2023.

## Odznaczenia
W 2013 otrzymał Brązowy Krzyż Zasługi.

## Życie prywatne
Syn Ryszarda i Barbary. Żonaty z Małgorzatą, ma dwoje dzieci (Piotra i Aleksandrę).